# USS Cormorant (1997)
USS Cormorant (MHC-57) (Nederlands: Aalschover) was een Amerikaanse mijnenjager van de Ospreyklasse. Het schip, gebouwd door Amerikaanse scheepswerf Avondale uit New Orleans, was het derde schip bij de Amerikaanse marine met de naam Cormorant. De schepen van de Ospreyklasse waren de eerste schepen bij de Amerikaanse marine die ontworpen waren als mijnenjager. Vrij snel na de in dienst name werd het schip op 11 januari 1998 toegevoegd aan de reservevloot van de Verenigde Staten waar het gebruikt werd voor het opleiden van reservisten. Op 1 december 2007 werd het schip uit dienst genomen.